# 칼타 미노르

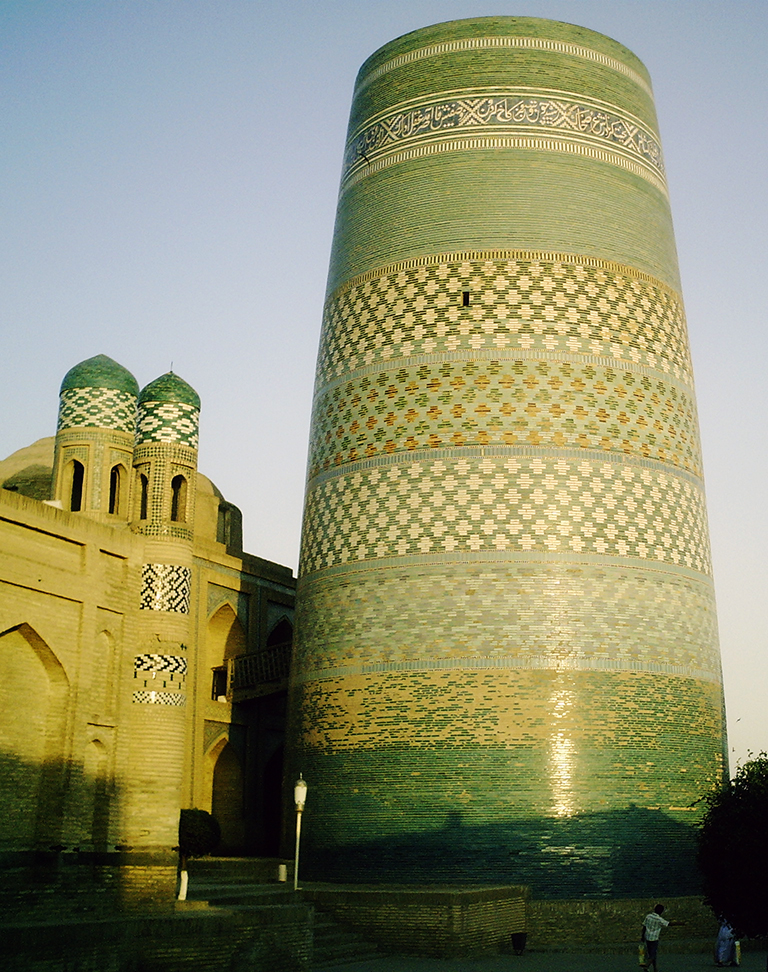
칼타 미노르의 모습.

칼타 미노르는 고대 우즈베키스탄의 중심지인 히바의 이찬 칼라에 있는 미나렛이다. 이 건축물은 1852년부터 1855년까지 지어졌다.

## 건설
(소)칼타 미노르는 히바 칸국의 무함마드 아민 칸 시기 이슬람 국가에서 제일 큰 미나렛으로 지어졌으며, 그 높이는 14.2m에 달한다. 계획에 따르면 원래 미나렛은 70~80m 높이로 건설할 예정이었으며 미나렛을 튼튼하게 만들기 위해 높아질수록 미나렛의 지름이 작아질 예정이었다. 그러나 이 건축물은 29m에서 건설이 중지되었다.

## 역사
히바 칸국의 역사학자 무함마드 리자 아가키에 따르면, 이 미나렛은 1855년 무함마드 아민 칸의 사망으로 건축이 완료되지 않았다고 말한다. 전설 상에서는, 부하라 토후국에서 히바에서 독특한 미나렛을 만든다는 것을 알고 동일한 미나렛을 부하라에서도 짓고 싶었고, 히바의 건축가를 동원하여 히바의 건축 작업을 끝낸 후 부하라에서도 건축하기로 했다는 말이 있다. 이에 대해 히바의 칸은 그 건축가가 히바에서 건축 작업을 끝내는 즉시 죽이라는 명령을 내렸다. 이 소식이 건축가에게 들리자, 건축가는 미나렛을 채 다 짓지 않고 도망갔다는 말이 있다.

## 같이 보기
- 히바
- 이찬 칼라
- 디산 칼라
- 우즈베키스탄의 관광

## 인용
- https://web.archive.org/web/20150708130811/http://vostokcafe.com/minaret-kalta-minor.php
- на Викимапия